# TýTý 2009
Dne 27. března 2010 se ve Vinohradském divadle konalo slavnostní vyhlášení 19. ročníku prestižní ankety TýTý 2009. Přímý přenos byl vysílán na České televizi v sobotu večer ve 20:00. Celým večerem provázel Karel Šíp.

## Výsledky
| Kategorie                             | Vítěz                   | Televize       |
| ------------------------------------- | ----------------------- | -------------- |
| Osobnost televizního zpravodajství    | Karel Voříšek           | TV Nova        |
| Osobnost televizní publicistiky       | Václav Moravec          | Česká televize |
| Osobnost televizních zábavných pořadů | Karel Šíp               | Česká televize |
| Zpěvák                                | Karel Gott              |                |
| Zpěvačka                              | Lucie Vondráčková       |                |
| Herec                                 | Rudolf Hrušínský mladší | TV Nova        |
| Herečka                               | Hana Maciuchová         | TV Nova        |
| Seriál roku                           | Vyprávěj                | Česká televize |
| Pořad roku                            | Všechnopárty            | Česká televize |
| Objev TýTý                            | Martin Chodúr           | TV Nova        |
| Absolutní vítěz                       | Karel Gott              |                |
| Dvorana slávy                         | Karel Čáslavský         | Česká televize |